# FK Nasaf Qarshi
El FK Nasaf Qarshi és un club de futbol uzbek de la ciutat de Qarshi. L'any 2011 for segon classificat a la lliga.

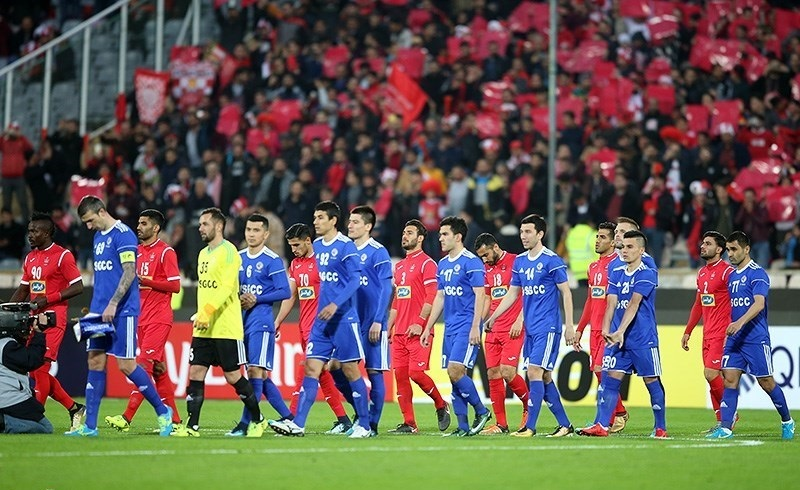
FC Nasaf vs Persepolis F.C. el 2018.

Evolució del nom:
- 1985–1991: Geolog
- 1992-1992: Pakhtachi
- 1993–1995: Nasaf
- 1996-1996: Dinamo-Nasaf
- 1996–avui: Nasaf